# Dinámica de poblaciones
La dinámica de poblaciones es la rama de las ciencias de la vida que estudia el tamaño y la composición por edades de las poblaciones como sistemas dinámicos, y los procesos biológicos y ambientales que los impulsan (como las tasas de natalidad y mortalidad, la inmigración y emigración). Los escenarios de ejemplo son el envejecimiento de la población, el crecimiento poblacional o el descenso de la población.

## Historia
La dinámica de poblaciones ha sido tradicionalmente la rama dominante de la biología matemática, que tiene una historia de más de 210 años, aunque más recientemente el alcance de la biología matemática se ha expandido enormemente. El primer principio de la dinámica de la población es ampliamente considerado como la ley exponencial de Thomas Malthus, según el modelo del Modelo de crecimiento maltusiano. El período inicial estuvo dominado por estudios demográficos como el trabajo de Benjamin Gompertz y Pierre-François Verhulst a principios del siglo XIX, quienes refinaron y ajustaron el modelo demográfico maltusiano.
F. J. Richards propuso una formulación de modelo más general en 1959, ampliada por Simon Hopkins, en la que los modelos de Gompertz, Verhulst y también de Ludwig von Bertalanffy se tratan como casos especiales de la formulación general. Las ecuaciones depredador-presa de Lotka-Volterra son otro ejemplo famoso, así como las ecuaciones alternativas de Arditi-Ginzburg. El juego de ordenador SimCity, Sim Earth y el MMORPG Ultima Online, entre otros, intentaron simular algunas de estas dinámicas poblacionales.
En 30 años, la dinámica de la población se ha complementado en el estado de la teoría de juegos evolutivos, desarrollada primero por John Maynard Smith. Bajo esta dinámica, los conceptos de biología evolutiva pueden tomar una forma matemática determinista. La dinámica de la población se superpone con otra área activa de investigación en biología matemática: la epidemiología matemática, el estudio de las enfermedades infecciosas que afectan a las poblaciones. Se han propuesto y analizado varios cambios de propagación viral que proporcionan resultados importantes que pueden aplicarse a las decisiones de la educación para la dinámica de la población en 1766 se produjeron algunos cambios en la sociedad.

## Tasa intrínseca de aumento
La tasa a la que una población aumenta de tamaño si no hay fuerzas dependientes de la densidad que regulen la población se conoce como tasa intrínseca de aumento. Está
{\displaystyle {\dfrac {dN}{dt}}{\dfrac {1}{N}}=r}
donde la derivada {\displaystyle dN/dt} es la tasa de aumento de la población, N es el tamaño de la población y r es la tasa intrínseca de aumento. Por tanto, r es la tasa máxima teórica de aumento de una población por individuo, es decir, la tasa máxima de crecimiento de la población. El concepto se usa comúnmente en biología de poblaciones de insectos para determinar cómo los factores ambientales afectan la velocidad a la que aumentan las poblaciones de plagas.

## Recursos limitados
Si denotamos por {\displaystyle \gamma _{0}} la cantidad de recursos consumidos por un solo individuo por unidad de tiempo y {\displaystyle d} la tasa de mortalidad, entonces la cantidad consumida por toda la población es {\displaystyle \gamma _{0}N}. Considerando la tasa de producción por unidad de tiempo {\displaystyle K}, la evolución de la cantidad de recursos  {\displaystyle \gamma } está descrita por la ecuación:
{\displaystyle {\dot {\gamma }}=K-\gamma _{0}N.}
La relación con el cambio del tamaño de la población la podemos escribir como:
{\displaystyle {\dot {N}}=r\gamma N-dN.}
Si no tomamos en cuenta la mortalidad, entonces el exceso de la producción sobre el consumo de recursos  {\displaystyle \gamma _{0}N} permite a la población alimentar un número adicional de individuos {\displaystyle M}, esto es,
{\displaystyle \gamma _{0}M=K-\gamma _{0}N.}
Ahora, el cambio de la población debe ser proporcional al número de individuos que la misma puede mantener con los recursos disponibles:
{\displaystyle {\dot {N}}=rNM=rN\left({\frac {K}{\gamma _{0}}}-N\right).}
Esto significa que la población evalúa su máximo posible tamaño desde el punto de vista de producción y consumo de recursos, limitando su crecimiento de acuerdo a esta información.
Escribiendo la ecuación como
{\displaystyle {\dot {N}}={\frac {rK}{\gamma _{0}}}N\left(1-{\frac {\gamma _{0}}{K}}N\right)}
e interpretamos la cantidad {\displaystyle rK/\gamma _{0}} como la tasa de reproducción efectiva bajo la ausencia de regulación y {\displaystyle K/\gamma _{0}} la máxima capacidad de crecimiento, vemos que cuando {\displaystyle N} crece, la tasa de crecimiento {\displaystyle {\dot {N}}} decrece. Cuando {\displaystyle N} alcanza la máxima capacidad {\displaystyle K/\gamma _{0}} entonces la expansión poblacional termina.
Para una condición inicial {\displaystyle N_{0}}, la solución a la ecuación está dada por:
{\displaystyle N\left(t\right)={\frac {{\frac {K}{\gamma _{0}}}N_{0}e^{{\frac {rK}{\gamma _{0}}}t}}{{\frac {K}{\gamma _{0}}}+N_{0}\left(e^{{\frac {rK}{\gamma _{0}}}t}-1\right)}}.}
La población converge al punto de equilibrio {\displaystyle N^{\ast }=K/\gamma _{0}} conforme {\displaystyle t\rightarrow \infty .}

## Gestión de la pesca y la vida silvestre
En la ordenación de la pesca y la vida silvestre, la población se ve afectada por tres funciones de tasa dinámica.
- Natalidad o tasa bruta de natalidad, lo que significa alcanzar un cierto tamaño o etapa reproductiva. Por lo general, se refiere a la edad en la que un pez puede capturarse y contarse en las redes.
- Tasa de crecimiento de la población, que mide el crecimiento de los individuos en tamaño y longitud. Más importante en la pesca, donde la población a menudo se mide en biomasa.
- Mortalidad, que incluye la mortalidad por cosecha y la mortalidad natural. La mortalidad natural incluye la depredación no humana, las enfermedades y la vejez.

Si N1 es el número de individuos en el momento 1, entonces
{\displaystyle N_{1}=N_{0}+B-D+I-E}
donde N0 es el número de individuos en el tiempo 0, B es el número de individuos nacidos, D el número que murió, I el número que inmigró y E el número que emigró entre el tiempo 0 y el tiempo 1.
Si medimos estas tasas en muchos intervalos de tiempo, podemos determinar cómo cambia la densidad de una población con el tiempo. La inmigración y la emigración están presentes, pero generalmente no se miden.
Todos estos se miden para determinar el excedente cosechable, que es el número de individuos que se pueden cosechar de una población sin afectar la estabilidad de la población a largo plazo o el tamaño medio de la población. La cosecha dentro del excedente cosechable se denomina mortalidad "compensatoria", donde las muertes de la cosecha se sustituyen por las muertes que habrían ocurrido naturalmente. La cosecha por encima de ese nivel se denomina mortalidad "aditiva", porque aumenta el número de muertes que habrían ocurrido naturalmente. Estos términos no se juzgan necesariamente como "buenos" y "malos", respectivamente, en el manejo de la población. Por ejemplo, una agencia de pesca y caza podría apuntar a reducir el tamaño de una población de ciervos mediante la mortalidad aditiva. Los machos pueden tener como objetivo aumentar la competencia de los machos, o pueden tener como objetivo reducir la reproducción y, por lo tanto, el tamaño de la población general.
Para el manejo de muchos peces y otras poblaciones de vida silvestre, el objetivo a menudo es lograr la mayor cosecha sostenible a largo plazo, también conocida como rendimiento máximo sostenible (o RMS). Dado un modelo de población dinámica, como cualquiera de los anteriores, es posible calcular el tamaño de la población que produce el mayor excedente cosechable en equilibrio. Si bien el uso de modelos dinámicos de población junto con estadísticas y optimización para establecer límites de captura de peces y caza es controvertido entre los científicos, se ha demostrado que es más efectivo que el uso del juicio humano en experimentos de computadora donde tanto modelos incorrectos como Los estudiantes de manejo de recursos naturales compitieron para maximizar el rendimiento en dos pesquerías hipotéticas. Para dar un ejemplo de un resultado no intuitivo, las pesquerías producen más peces cuando hay un refugio cercano de la depredación humana en forma de reserva natural, lo que resulta en capturas más altas que si toda el área estuviera abierta a la pesca.

## Para aplicaciones de control
La dinámica de poblaciones se ha utilizado ampliamente en varias aplicaciones de la teoría del control. Con el uso de la teoría evolutiva de juegos, los juegos de población se implementan ampliamente para diferentes contextos industriales y de la vida diaria. Se utilizan principalmente en sistemas de múltiples entradas y múltiples salidas (MIMO), aunque pueden adaptarse para su uso en sistemas de entrada única y salida única (SISO). Algunos ejemplos de aplicaciones son campañas militares, asignación de recursos para: distribución de agua, generación eléctrica despachable, experimentos de laboratorio, problemas de transporte, problemas de comunicación, entre otros. Además, con la adecuada contextualización de los problemas industriales, la dinámica poblacional puede ser una solución eficiente y fácil de implementar para los problemas relacionados con el control. Se han realizado y se llevan a cabo de forma continua múltiples investigaciones académicas.

## Otras lecturas
- Nicolas Bacaër, Rafael Bravo de la Parra, Jordi Ripoll. Breve historia de los modelos matemáticos en dinámica de poblaciones. Paris. ISBN 9791034365883. Pdf
- Andrey Korotayev, Artemy Malkov y Daria Khaltourina. Introducción a la macrodinámica social: macromodelos compactos del crecimiento del sistema mundial .ISBN 5-484-00414-4
- Turchin, P. 2003. Dinámica de poblaciones complejas: una síntesis teórico / empírica . Princeton, Nueva Jersey: Princeton University Press.
- Henderson, Kirsten; Loreau, Michel (2019). «An ecological theory of changing human population dynamics». Kirsten Henderson (Centre for Biodiversity, Theory, and Modelling, Theoretical and Experimental Ecology Station, CNRS, Moulis, France) and Michel Loreau. (People and Nature, British Ecological Society) 1: 31-43. doi:10.1002/pan3.8. Archivado desde el original el 1 de mayo de 2021. Consultado el 10 de noviembre de 2020.
- «Human population numbers as a function of food supply». Russell Hopfenberg (1 Duke University, Durham, NC, USA;)* and David Pimentel (2 Cornell University, Ithaca, NY, USA).